# Atropoides picadoi
Atropoides picadoi – gatunek węża z podrodziny grzechotników (Crotalinae) w obrębie rodziny żmijowatych (Viperidae).

## Rozmieszczenie geograficzne
Atropoides picadoi występuje w Kostaryce i Panamie. 

## Taksonomia
Gatunek (jako podgatunek Trimeresurus  nummifer) po raz pierwszy zgodnie z zasadami nazewnictwa binominalnego opisał w 1939 amerykański herpetolog Emmett Reid Dunn, umieszczając nowo opisany takson w rodzaju Trimeresurus i nadając mu epitet gatunkowy picadoi. Miejsce typowe to La Palma, Kostaryka. Holotyp to samica (sygnatura USNM:HERPS:37753) znajdująca się w zbiorach Narodowym Muzeum Historii Naturalnej w Waszyngtonie. Jedyny przedstawiciel rodzaju Atropoides.

### Etymologia
- Atropoides: w mitologii greckiej Atropos (gr. Ἄτροπος Átropos, łac. Atropos) była trzecią z Mojr, bogiń losu. Atropos wyznaczała kres życia każdego z ludzi; kiedy nadchodził ich czas, przecinała nić swoimi nożycami; -οιδης -oidēs ‘przypominający’[1].
- picadoi: Clodomiro Picado Twight (1887–1944), kostarykański botanik, zoolog i toksykolog[2][3].